# Nina Skołuba-Uryga
Nina Skołuba-Uryga, właściwie: Janina Skołuba (ur. 18 marca 1941) – polska aktorka teatralna i filmowa.
Żona aktora i reżysera Jana Urygi. W 1964 ukończyła studia na PWST w Krakowie, 24 października 1964 debiutowała na scenie. Następnie występowała na deskach teatrów w Kielcach, Krakowie i Płocku. Od 1978 roku jest aktorką Teatru im. Juliusza Osterwy w Lublinie.
W 1995 otrzymała nagrodę prezydenta miasta Lublina oraz Medal Osterwy. W 2001 otrzymała Odznakę „Zasłużony Działacz Kultury”.

## Filmografia
- 1964: Koniec naszego świata – więźniarka Oświęcimia
- 1987: Dorastanie (odcinek 2)
- 1988: Chichot Pana Boga
- 2002: Chopin. Pragnienie miłości